# Sophie Lambda
Sophie Lambda est une illustratrice française, blogueuse et autrice de bande dessinée née en 1986 à Besançon.

## Biographie
Sophie Lambda (pseudonyme) naît en 1986 à Besançon (Doubs) et grandit à Vesoul, en Haute-Saône. Elle passe ses études supérieures à Besançon puis à Montbéliard. Elle suit une licence de langues étrangères appliquées et lance, en parallèle, son blog BD intitulé Sophie Lambda. Elle passe ensuite un master en e-commerce, termine ses études en 2014 puis s'établit comme illustratrice freelance. La même année, son blog remporte le Golden Blog Awards. Elle passe quelques semaines à New York dans la School of Visual Arts, en 2016 et illustre un livre de Sophie Garnier sur les expressions franc-comtoises, suivi d'un calendrier dans la même veine. Lambda s'installe un temps à Montbéliard, Montpellier, Paris, puis à Nantes.
En 2019, elle réalise seule sa première bande dessinée Tant Pis pour l'Amour, ou comment j'ai survécu à un manipulateur, publiée chez Éditions Delcourt ; dans cette bande dessinée autobiographique, l'auteure raconte la relation amoureuse toxique qu'elle a vécue pendant huit mois. L'album présente une dimension didactique en tant que « véritable manuel de lutte » contre les manipulateurs. En 2019, Lambda est invitée d'honneur au salon du livre de Vesoul. Elle est invitée à des salons du livre : Angers BD, Salon du livre de Creil, puis en 2020, au Festival International de la BD à Angoulême[réf. souhaitée].
En 2020, elle publie Le Monde au balcon, Carnet dessiné d'un printemps confiné, récit issu de ses carnets de dessins pendant le confinement de 2020.

## Œuvres

### Illustration
Sauf mention contraire, Sophie Lambda est illustratrice des ouvrages.
- Changer sa vie : 24 heures pour trouver sa voie, avec Isabelle Gauducheau et Mary Laure Teyssedre, éd. Jouvence, coll. Mon coach : bien-être, 2014  (ISBN 978-2-88911-523-5) (BNF 44209158)
- Petit cahier d'exercices d'acceptation de son corps, avec Anne Marrez et Maggie Oda, éd. Jouvence, coll. Petit cahier sport cérébral du bien-être, 2014  (ISBN 978-2-88911-499-3) (BNF 43838736)
- Petit cahier d'exercices pour être sexy, zen et happy, avec Christine Michaud, éd. Jouvence, coll. Petit cahier sport cérébral du bien-être, 2014  (ISBN 978-2-88911-466-5) (BNF 43838547)
- Petit cahier d'exercices pour réguler son poids selon les thérapies comportementales et cognitives (TCC), avec Sandrine Gabet-Pujol, éd. Jouvence, coll. Petit cahier sport cérébral du bien-être, 2014  (ISBN 978-2-88911-533-4) (BNF 44208191)
- Relax' minute : 12 jours pour être bien dans son corps et dans sa tête, avec Florence Vertanessian, éd. Jouvence, coll. Mon coach : bien-être, 2014  (ISBN 978-2-88911-515-0) (BNF 43865897)
- Détox : 4 semaines pour purifier son corps, avec Christopher Vasey, éd. Jouvence, coll. Mon coach : bien-être, 2015  (ISBN 978-2-88911-587-7) (BNF 44358967)
- Moi j'parle le comtois ! Pas toi ? un livre qui cause comme par chez nous !, avec Sophie Garnier, Association la Braillotte, DL 2015  (ISBN 978-2-9554890-0-0) (BNF 45181218)
- Petit cahier d'exercices de digital detox, avec Alia Cardyn, éd. Jouvence, coll. Sport cérébral du bien-être, 2015  (ISBN 978-2-88911-577-8) (BNF 44359696)
- Mes aliments miracle, avec Emmanuelle Jumeaucourt Jouvence éditions, coll. Mon atout santé Jouvence  DL 2016  (ISBN 978-2-88911-670-6) (BNF 45062511)
- Mon programme feng shui : 10 jours pour se sentir en harmonie, avec Alice Le Guiffant et Magdalena Musialek, éd. Jouvence, coll. Mon coach : bien-être, 2016  (ISBN 978-2-88911-672-0) (BNF 45006665)
- Petit cahier d'exercices d'acceptation de son corps : spécial hommes, avec Anne Marrez et Maggie Oda, éd. Jouvence, coll. Sport cérébral du bien-être, 2016  (ISBN 978-2-88911-690-4) (BNF 45066076)
- Petit cahier d'exercices des mamans épanouies : avant, pendant et après le congé maternité, avec Alia Cardyn, éd. Jouvence, coll. Sport cérébral du bien-être, 2016  (ISBN 978-2-88911-729-1) (BNF 45066057)
- Petit cahier d'exercices pour être sexy, zen et happy, avec Christine Michaud, éd. Jouvence, coll. Sport cérébral du bien-être, 2016  (ISBN 978-2-88911-646-1) (BNF 45148584)
- Petit cahier d'exercices pour réussir un entretien d'embauche, avec Christophe Schnoebelen, éd. Jouvence, coll. Sport cérébral du bien-être, 2016  (ISBN 978-2-88911-715-4) (BNF 45066048)
- Prendre conscience de son énergie : 4 étapes pour la découvrir et la ressentir, avec Mary Laure Teyssedre, éd. Jouvence, coll. Mon coach : bien-être, 2016  (ISBN 978-2-88911-777-2) (BNF 45174954)
- Spécial détox, avec Christopher Vasey, éd. Jouvence, coll. Mon atout santé Jouvence, 2016  (ISBN 978-2-88911-735-2) (BNF 45162113)
- Attirer l'amour par la loi de l'attraction : 10 étapes pour vivre le grand amour, avec Slavica Bogdanov, éd. Jouvence, coll. Mon coach : bien-être, 2017  (ISBN 978-2-88911-827-4) (BNF 45294131)
- Changer son rapport à l'argent : 4 étapes pour redécouvrir son énergie d'abondance, avec Mary Laure Teyssedre, éd. Jouvence, coll. Mon coach : bien-être, 2017  (ISBN 978-2-88911-930-1) (BNF 45413022)
- Le guide des super parents d'ados, avec Caroline Franc, éd. Mango, coll. Famille complice, 2017  (ISBN 978-2-317-01797-1) (BNF 45299235)
- J'améliore mon alimentation : 28 jours pour renouer avec une alimentation saine, avec Danielle Guesnet et Alice Le Guiffant, éd. Jouvence, coll. Mon coach, 2017  (ISBN 978-2-88911-829-8) (BNF 45293679)
- Se libérer de la dépendance affective : prendre un nouveau départ en 5 semaines, avec Claude Marc Aubry, éd. Jouvence, coll. Mon coach, 2017  (ISBN 978-2-88911-860-1) (BNF 45327664)
- Le cahier de vacances des madmoiZelles, textes de MadmoiZelle.com et Navie ; illustrations de Sophie Lambda et Anne-Olivia Messana, Éditions Albin Michel, 2018  (ISBN 978-2-226-43567-5) (BNF 45504141)
- Je concentre mon attention pour mieux profiter de la vie, de Florence Vertanessian de Boissoudy, éd. Jouvence, coll. Mon cahier poche, 2018  (ISBN 978-2-88953-061-8) (BNF 45606580)
- Je gère mon stress, avec Patrice Ras, éd. Jouvence, coll. Mon cahier poche, 2018  (ISBN 978-2-88953-036-6) (BNF 45536483)
- Je régule mon poids selon les thérapies comportementales et cognitives, avec Sandrine Gabet Pujol, éd. Jouvence, coll. Mon cahier poche, 2018  (ISBN 978-2-88953-022-9) (BNF 45487546)
- Mon coaching spécial concours, avec Catherine Legeay-Guillon, éd. Jouvence, coll. Mon cahier poche, 2018  (ISBN 978-2-88953-059-5) (BNF 45606587)
- Les nouvelles chroniques d'une prof qui en saigne, avec Princesse Soso, Michel Lafon, coll. Témoignages, 2018  (ISBN 978-2-7499-3601-7) (BNF 45508120)
- Relax, j'arrête d'être une mère parfaite : 9 semaines pour alléger la charge mentale, avec Florence et Mazarine Vertanessian de Boissoudy, éd. Jouvence, coll. Mon coach, 2019  (ISBN 978-2-88953-174-5) (BNF 45750076)

### Bande dessinée
- Tant pis pour l'amour ou comment j'ai survécu à un manipulateur (scénario, dessin et couleurs), Éditions Delcourt, coll. Une Case en moins, 2019  (ISBN 978-2-413-01986-2) (BNF 45827371)
- Le Monde au balcon, Carnet dessiné d'un printemps confiné (scénario, dessin et couleurs), Albin Michel, 2020  (ISBN 978-2226455789)